# Francis Blanche
Pour les articles homonymes, voir Blanche.
Francis Blanche, né le 20 juillet 1921 à Paris 11e (Seine) et mort le 6 juillet 1974 à Paris 15e, est un auteur, acteur, chanteur et humoriste français.
Très populaire, il est une figure emblématique de la scène et du cinéma français des années 1950 et 1960. Il est, sur scène et sur les ondes, le partenaire de Pierre Dac.

## Biographie
Francis Jean Blanche naît en 1921 dans le 11e arrondissement de Paris. Il est issu d'une famille d'artistes, en particulier d'acteurs de théâtre (parmi lesquels son père Louis Blanche, mais aussi son oncle le peintre Emmanuel Blanche). Francis Blanche a eu trois enfants de plusieurs femmes : Jean-Marie (1957), Dominique (1962) et Barbara (1964).

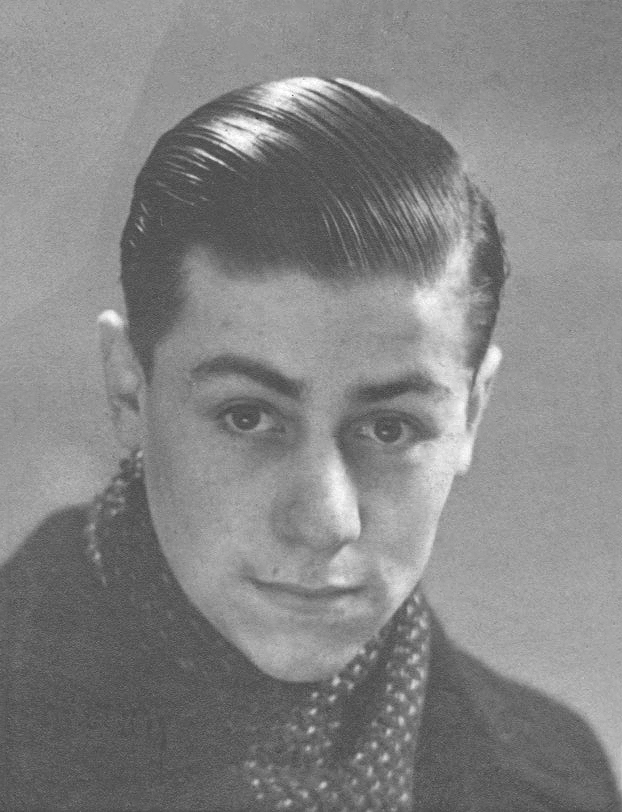
Francis Blanche s'inscrit à la Sacem en septembre 1941 (photo d'identité).

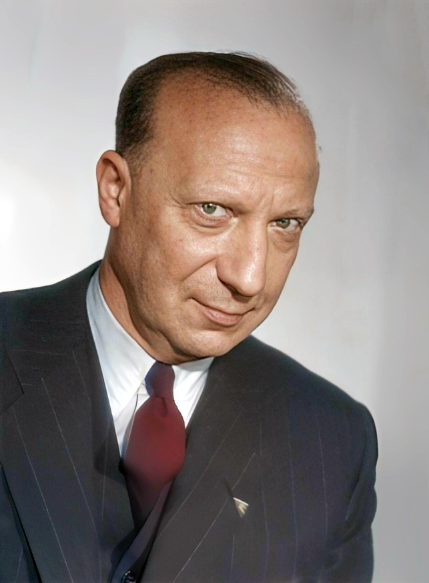
Avec son ami Pierre Dac, il forme un duo comique très populaire.

Enfant et adolescent studieux mais turbulent, Francis Blanche exaspère ses professeurs par ses blagues à répétition. Sans trop d'effort, il obtient son baccalauréat à 15 ans ; il est le plus jeune candidat de cette promotion.
Dans les années 1940 et 1950, il fait partie de la troupe des Branquignols de Robert Dhéry, avec qui il joue dans Ah ! les belles bacchantes, en 1953.
En 1944, le jeune Francis rencontre Victor Janton, directeur de la radiodiffusion Radio-Bretagne à Rennes, première station de radio à émettre sur le sol français après le débarquement de Normandie. Celui-ci lui permet de faire ses premiers pas à la radio en lui laissant les rênes de l'antenne.
En 1948, Francis Blanche partage l'affiche avec Henri Salvador au théâtre des Trois Baudets : premier succès. Alors comédien dans la troupe des Branquignols, Jacques Canetti le remarque et, en 1950, c'est aux Trois Baudets que se forme le duo Pierre Dac et Francis Blanche, avec le spectacle qu'ils écrivent Sans issue version 1 (dans lequel débute Robert Lamoureux) et Sans issue version 2 (dans lequel Félix Leclerc présente ses premières chansons).
On doit à leur fameux duo de nombreux sketchs dont Le Sâr Rabindranath Duval (1957), et un feuilleton radiophonique en deux cent treize épisodes, Malheur aux barbus !, diffusé de 1951 à 1952, sur Paris Inter, et publié en librairie cette même année ; personnages et aventures sont repris de 1956 à 1960 sur Europe 1, sous le titre Signé Furax en mille trente-quatre épisodes. Ces émissions sont suivies par de nombreux auditeurs. Toujours avec Pierre Dac, il crée le parti politique humoristique le Parti d'en rire.
Il est aussi l'inventeur et l'auteur de canulars téléphoniques régulièrement diffusés à la radio dans les années 1960.
Au théâtre, il interprète Tartuffe et Néron, et en 1955, Chevalier du ciel, une opérette avec Luis Mariano à la Gaîté-Lyrique.
Parallèlement à sa carrière sur scène, il tourne sans discontinuer dans de très nombreux films, où il intervient souvent aussi comme scénariste et dialoguiste. Une de ses compositions les plus populaires est celle de l'Obersturmführer Schulz face à Brigitte Bardot dans Babette s'en va-t-en guerre (1959). Il est un des acteurs favoris de Georges Lautner, notamment fameux pour son rôle du notaire Me Folace dans Les Tontons flingueurs en 1963 et de Boris Vassilief dans Les Barbouzes, en 1964.

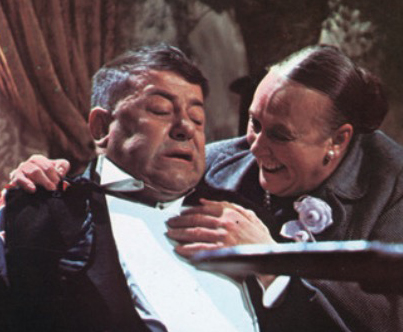
Francis Blanche avec Ave Ninchi dans une scène de La Grosse Combine (1971).

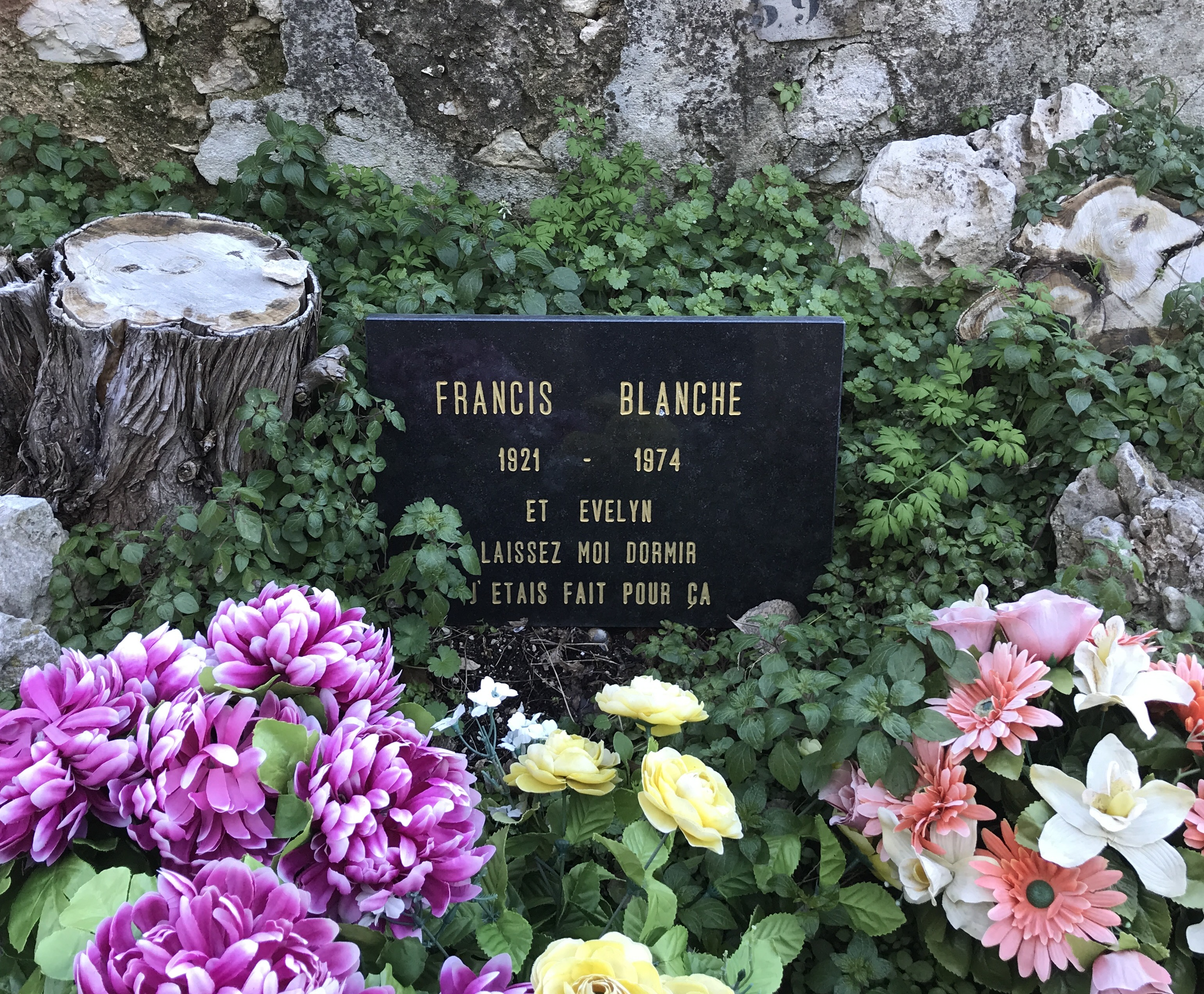
Tombe de Francis Blanche au cimetière d'Èze.

Francis Blanche meurt d'une crise cardiaque le 6 juillet 1974 à Paris 15e,, âgé de 52 ans, sans doute à cause du traitement négligé de son diabète de type 1. Il est enterré à Èze et sur sa tombe est gravé : « Laissez-moi dormir, j'étais fait pour ça. » Très affecté, Pierre Dac le suit quelques mois plus tard. Son épouse lui survit jusqu'en 1981.

## Écrivain et parolier
Au théâtre, Francis Blanche est l'auteur des comédies, écrites avec Albert Husson, Adieu Berthe et Un Yaourt pour deux. Les escargots meurent debout est un spectacle burlesque qu'il a écrit et interprété, de même que Chipolata, saucisson show qu’il interprète avec Pierre Dac.
Il est l'auteur d'œuvres littéraires diverses comme Mon oursin et moi, un recueil de poésies, Pensées, répliques et anecdotes, un recueil d'humour illustré par Cabu et publié au Cherche midi. Il publie L'Étrange Napolitaine en 1973, pastiche de roman noir.
Francis Blanche est le parolier d'environ quatre cents chansons dans les styles les plus divers. On retiendra parmi les grands succès populaires des années 1940 auxquels il a collaboré : Débit de lait, débit de l'eau, chanson écrite en collaboration avec Charles Trenet, créateur de la chanson, en 1943, ainsi que de Sur le fil (également chantée par Charles Trenet), Le Gros Bill sur un air du folklore américain arrangé par Ralph Marbot, écrite en 1945, Frénésie sur une musique d'Alberto Dominguez, écrite en 1945. On lui doit les paroles françaises de Bésame mucho sur une musique de Consuelo Velasquez, en 1941. Sa Chanson aux nuages, sur une musique de Francis Lopez, est chantée en 1945 par Tino Rossi, et le très romantique Prisonnier de la Tour, sur une musique de Gérard Calvi, est chanté par Édith Piaf, en 1948.
Francis Blanche a également écrit les paroles de Ça tourne pas rond dans ma p'tite tête, Il était un petit homme, La fille du gangster, Général à vendre, Psychose. Il a adapté en français plusieurs chansons telles que Noël Blanc (White Christmas, chanson d'Irving Berlin), La Ballade de Davy Crockett (The Ballad of Davy Crockett, de George Bruns) et Plaine, ma plaine (Полюшко-поле, poliouchko-polié, chanson en russe de Lev Knipper).
Il a mis des paroles humoristiques sur des « tubes » classiques comme Le Complexe de la Truite chantée par les Frères Jacques (sur l'air de La Truite de Franz Schubert), La Pince à linge, chantée par Les Quatre Barbus sur la musique du premier mouvement de la Symphonie n° 5 de Beethoven. Toujours chantée par Les Quatre Barbus, Honneur aux barbus reprend l’air de Figaro dans Le Barbier de Séville de Gioachino Rossini. Le Parti d'en rire est chanté par Francis Blanche et Pierre Dac, sur la musique du Boléro de Ravel. Il a écrit également un texte d’accompagnement pour Le Carnaval des animaux de Camille Saint-Saëns.
Francis Blanche a confié au compositeur-interprète Ted Scotto l'interprétation de deux de ses poèmes Les Dimanches ratés et Job.

## Filmographie complète

### Cinéma

#### 1942-1959
- 1942 : Frédérica, de Jean Boyer : un ami de Gilbert
- 1948 : L'assassin est à l'écoute, de Raoul André : lui-même (également coscénariste et codialoguiste)
- 1950 : Tire au flanc, de Fernand Rivers : M. du Bois d'Ombelles
- 1950 : Ils ont vingt ans, de René Delacroix : Michel Barbarin
- 1950 : Une fille à croquer ou Le Petit Chaperon rouge, de Raoul André : Gilles (également scénariste et dialoguiste)
- 1951 : Un curieux cas d'amnésie, court métrage d'Henri Verneuil
- 1952 : Minuit quai de Bercy, de Christian Stengel : M. Boulay, l'épicier
- 1953 : Faites-moi confiance, de Gilles Grangier : Nicolas (également scénariste, adaptateur, dialoguiste et auteur des chansons)
- 1954 : Ah ! les belles bacchantes, de Jean Loubignac : Garibaldo Truchère, le ténor (également auteur des chansons)
- 1954 : Le Tsarévitch (Der Zarewitsch), d'Arthur Maria Rabenalt : auteur des chansons
- 1956 : Honoré de Marseille, de Maurice Regamey : Pasquale Marchetti
- 1956 : La Polka des menottes, de Raoul André : un locataire
- 1956 : La vie est belle, de Roger Pierre et Jean-Marc Thibault : le speaker ou un voisin
- 1957 : Tous peuvent me tuer, d'Henri Decoin : La Bonbonne
- 1957 : Monsieur Victor ou La Machine à retrouver le temps, court métrage de Jean Image
- 1958 : À pied, à cheval et en Spoutnik, de Jean Dréville : M. Chazot
- 1958 : Les Motards, de Jean Laviron : Son Excellence Airacagua Curacagua
- 1958 : Le Train de 8 h 47, film resté inachevé de Jack Pinoteau
- 1958 : Le Petit Prof, de Carlo Rim : le surveillant général
- 1958 : Pourquoi viens-tu si tard ?, d'Henri Decoin : Camille, le patron du bistrot
- 1958 : Parisien malgré lui (Totò a Parigi), de Camillo Mastrocinque : le majordome
- 1959 : L'Increvable, de Jean Boyer : Francis Blanchard, garagiste
- 1959 : Babette s'en va-t-en guerre, de Christian-Jaque : le commandant Schulz
- 1959 : Certains l'aiment froide ou Les râleurs font leur beurre, de Jean Bastia : William Forster Valmorin
- 1959 : La Jument verte, de Claude Autant-Lara : Ferdinand Haudoin, vétérinaire
- 1959 : Match contre la mort, de Claude Bernard-Aubert : M. Pascal
- 1959 : Vive le duc, de Jean-Marc Landier et Michel Romanoff : le bourgmestre

#### 1960-1969
- 1960 : Le chat miaulera trois fois (A noi piace freddo), de Steno : Von Krussendorf
- 1960 : Petites Femmes et Haute Finance (Anonima cocottes), de Camillo Mastrocinque : le directeur de la Banque Fluviale
- 1960 : La Française et l'Amour, sketch Le Divorce, de Christian-Jaque : M. Marcelou
- 1960 : Le olimpiadi dei mariti, de Giorgio Bianchi
- 1960 : L'Ours, d'Edmond Séchan : M. Chapuis, le chef des gardiens
- 1960 : Les Pilules d'Hercule (Le pillole di Ercole), de Luciano Salce
- 1960 : Les Pique-assiette, de Jean Girault : Félix, le copain d'Édouard
- 1960 : Un couple, de Jean-Pierre Mocky : M. Gratteloup
- 1961 : Vive Henri IV, vive l'amour, de Claude Autant-Lara : le prieur
- 1961 : L'Enlèvement des Sabines (Il ratto delle Sabine), de Richard Pottier : Mezio
- 1961 : En plein cirage, de Georges Lautner : Camille Fellous, le commissaire
- 1961 : Le Septième Juré, de Georges Lautner : le procureur général
- 1961 : Les Livreurs, de Jean Girault : Félix, le copain d'Édouard
- 1961 : Les Menteurs, d'Edmond T. Gréville : M. Blanchin
- 1961 : En pleine bagarre (Mani in alto), de Giorgio Bianchi
- 1961 : Les Petits Matins ou Mademoiselle Stop, de Jacqueline Audry : le douanier
- 1961 : La Planque, de Raoul André : Édouard, un « mouton »
- 1961 : Défense d'y toucher (La ragazza di mille mesi), de Steno : le commandeur Borgioli
- 1961 : Snobs !, de Jean-Pierre Mocky : Morlock, l'économe général
- 1962 : L'Abominable Homme des douanes, de Marc Allégret : Arcanos, un chef de bande
- 1962 : Accroche-toi, y'a du vent !, de Bernard Roland
- 1962 : Clémentine chérie, de Pierre Chevalier : l'importun à la cérémonie des Miss
- 1962 : Tartarin de Tarascon, de Francis Blanche et Raoul André - également coadaptateur : Antoine Tartarin
- 1962 : La Vendetta, de Jean Chérasse : Nartoli
- 1962 : Les Vierges, de Jean-Pierre Mocky : M. de Bretevieille, père
- 1963 : Les Bricoleurs, de Jean Girault : Félix, l'ami d'Édouard
- 1963 : Les Veinards, sketch Le Repas gastronomique, de Jean Girault : M. Bricheton, le gagnant
- 1963 : Un drôle de paroissien, de Jean-Pierre Mocky : l'inspecteur-chef Cucherat, de la brigade des églises
- 1963 : Les Tontons flingueurs, de Georges Lautner : Maître Folace
- 1963 : Dragées au poivre, de Jacques Baratier : Herr Frantz (il chante également Gloub-gloub)
- 1964 : La Tulipe noire, de Christian-Jaque : Plantin
- 1964 : Les Plus Belles Escroqueries du monde, sketch L'homme qui vendit la tour Eiffel, de Claude Chabrol : l'Allemand
- 1964 : Des pissenlits par la racine, de Georges Lautner : l'oncle Absalon
- 1964 : Les Pieds nickelés, de Jean-Claude Chambon : le commissaire Lenoir
- 1964 : La Chasse à l'homme, d'Édouard Molinaro : Nino Papatakis
- 1964 : La Chance et l'Amour , sketch La Chance du guerrier, de Claude Berri : l'adjudant
- 1964 : Les Gros Bras, de Francis Rigaud : Andromèze
- 1964 : Les Gorilles, de Jean Girault : Félix, l'ami d'Édouard
- 1964 : Les Barbouzes, de Georges Lautner : Boris Vassilieff, un barbouze
- 1964 : Requiem pour un caïd, de Maurice Cloche : Emile
- 1964 : Le Repas des fauves, de Christian-Jaque : Francis
- 1964 : La Grande Frousse ou La Cité de l'indicible peur, de Jean-Pierre Mocky : M. Franqui
- 1964 : Jaloux comme un tigre, de Darry Cowl et Maurice Delbez : le chauffeur
- 1965 : La Bonne Occase, de Michel Drach : Paul Soufflé
- 1965 : Les Baratineurs, de Francis Rigaud : Louis Dujardin
- 1965 : Pas de caviar pour tante Olga, de Jean Becker : M. Dufour
- 1965 : La Tête du client, de Jacques Poitrenaud : Mario, l'enchanteur
- 1965 : Les Enquiquineurs ou Bon week-end, de Roland Quignon : M. Eloy
- 1965 : Galia, de Georges Lautner : l'homme à la piscine
- 1966 : La Sentinelle endormie, de Jean Dréville : Constant
- 1966 : Les malabars sont au parfum, de Guy Lefranc : Ivanov
- 1966 : Du mou dans la gâchette, de Louis Grospierre : Raoul Bertrand dit « La Prudence »
- 1967 : Les Compagnons de la marguerite, de Jean-Pierre Mocky : l'inspecteur Maurice Leloup
- 1967 : Le Canard en fer blanc, de Jacques Poitrenaud : le docteur Grego
- 1967 : La Grande Sauterelle, de Georges Lautner : Gédéon
- 1967 : Le Plus Vieux Métier du monde, sketch Aujourd'hui, de Claude Autant-Lara : le docteur
- 1967 : Belle de jour, de Luis Buñuel : Monsieur Adolphe
- 1967 : La Grosse Pagaille (La Feldmarescialla), de Steno : le capitaine Hans Vogel
- 1967 : Le Grand Bidule, de Raoul André : Francis Gopec
- 1968 : Ces messieurs de la famille, de Raoul André : Strumberger
- 1968 : Les Gros Malins ou Le Champion du tiercé, de Raymond Leboursier : Francis Bertolde, dit « Le Bookmaker »
- 1968 : La Grande Lessive (!), de Jean-Pierre Mocky
- 1969 : Faites donc plaisir aux amis, de Francis Rigaud : Maximilien
- 1969 : Erotissimo, de Gérard Pirès : le polyvalent
- 1969 : Le Bourgeois gentil mec, de Raoul André : Spinosa
- 1969 : Un merveilleux parfum d'oseille, de Rinaldo Bassi : Loïc de Kerfuntel
- 1969 : Je, tu, elles…, de Peter Foldès : Darbon, le galeriste
- 1969 : Aux frais de la princesse, de Roland Quignon : Achille
- 1969 : Poussez pas grand-père dans les cactus, de Jean-Claude Dague : Alphonse Ramier et Mac Grégor
- 1969 : Salut Berthe !, de Guy Lefranc : le passant à la pipe
- 1969 : Midi à 14 heures, court métrage de Peter Foldès sorti en 1980

#### 1970-1974
- 1970 : Ces messieurs de la gâchette, de Raoul André : Marco Lombardi
- 1970 : L'Étalon, de Jean-Pierre Mocky : Dupuis
- 1970 : Êtes-vous fiancée à un marin grec ou à un pilote de ligne ?, de Jean Aurel : M. Gambaud
- 1970 : Les Jambes en l'air ou César Grandblaise, de Jean Dewever
- 1971 : La Grande Java, de Philippe Clair : Auguste Colombani
- 1971 : Obsédé malgré lui (Al onorevole piaccione le donne), de Lucio Fulci : le père Scirer
- 1971 : La Grosse Combine (Il furto è l'anima del commercio!?) de Bruno Corbucci : Sigfrid
- 1971 : La Grande Maffia, de Philippe Clair : Modeste Miette
- 1971 : Qu'est-ce qui fait courir les crocodiles ?, de Jacques Poitrenaud : Hector Grogenol
- 1972 : L'Odeur des fauves, de Richard Balducci : Paluche
- 1972 : Le Solitaire, d'Alain Brunet : Norbert
- 1973 : Quand c'est parti, c'est parti ou J'ai mon voyage, de Denis Héroux : M. de Chartier
- 1973 : Don Pépès (I raconti romani di un'ex novizia), de Pino Tosini : Pierre l'Arétin
- 1973 : L'Histoire très bonne et très joyeuse de Colinot trousse-chemise, de Nina Companeez : le vagabond
- 1973 : La Dernière Bourrée à Paris, de Raoul André : Gaston Payrac
- 1973 : La Terreur qui louche (Il terrore con gli occhi storti), de Steno : commissaire Pigna
- 1974 : Dites-le avec des fleurs, de Pierre Grimblat : Gaston Rollain
- 1974 : France société anonyme, d'Alain Corneau : Pierre, le financier pervers
- 1974 : Par le sang des autres, de Marc Simenon : le médecin
- 1974 : OK patron, de Claude Vital : Victor Hutin, le père de Sophie
- 1974 : Une baleine qui avait mal aux dents, de Jacques Bral : Francis
- 1974 : Un linceul n'a pas de poches, de Jean-Pierre Mocky : Nathaël Grisson

### Scénariste
- 1973 : La Grande Bouffe, de Marco Ferreri (dialogue)
- 1981 : Signé Furax, de Marc Simenon Le scénario du film est inspiré de celui de la deuxième « saison » (Le Boudin sacré)  du feuilleton radiophonique du même nom et est à ce titre attribué à Pierre Dac et Francis Blanche, mais ni l'un ni l'autre ne l'ont véritablement écrit, puisque ce scénario et cette adaptation sont signés de Xavier Gélin et Marc Simenon.

### Télévision
- 1959 : La Clé des champs, série télévisée de François Chatel : le cardinal de Richelieu
- 1963 : Collin's and Co, d'André Leroux : un peintre
- 1963 : Je connais une blonde, de Georges Folgoas : lui-même
- 1965 : Le Bonheur conjugal, feuilleton de Jacqueline Audry : le patron du restaurant
- 1966 : Adieux de Tabarin, de Marcel Achard : Leopoldo Fregoli
- 1966 : La Morale de l'histoire, de Claude Dagues : Henri
- 1967 : Deux Romains en Gaule, de Pierre Tchernia : le druide
- 1970 : Les Aventures d'Alice au pays des merveilles, de Jean-Christophe Averty : le roi de cœur

## Théâtre
- 1948 : Les Branquignols, paroles de Francis Blanche, musique de Gérard Calvi, premier spectacle au théâtre La Bruyère
- 1953 : Ah ! les belles bacchantes, de Robert Dhéry, Francis Blanche et Gérard Calvi, mise en scène Robert Dhéry, théâtre Daunou
- 1955 : Chevalier du ciel, opérette de Jack-Henry Rys avec Luis Mariano au théâtre de la Gaité-Lyrique.
- 1956 : La Belle Arabelle, opérette de Marc-Cab et Francis Blanche, avec les Frères Jacques, mise en scène Yves Robert, théâtre de la Porte-Saint-Martin[11]
- 1960 : L'Étouffe-Chrétien, de Félicien Marceau, mise en scène André Barsacq, théâtre de la Renaissance
- 1961 : Tartuffe, de Molière, mise en scène Jean Meyer, théâtre du Palais-Royal
- 1964 : Les escargots meurent debout, de Francis Blanche, mise en scène Jean Le Poulain, théâtre Fontaine
- 1968 : Adieu Berthe, de John Murray et Allen Boretz, adaptation Albert Husson, Francis Blanche, mise en scène Jacques Charon, théâtre des Bouffes-Parisiens
- 1969 : Adieu Berthe, de John Murray et Allen Boretz, adaptation Albert Husson, Francis Blanche, mise en scène Jacques Charon, théâtre des Célestins
- 1973 : Un yaourt pour deux, de Stanley Price, mise en scène Michel Roux, théâtre Gramont

## Discographie
- 1948 : Le Parti d'en rire : Pierre Dac et Francis Blanche : Tribune politique, Néron inventeur du punch au rhum, Le cinéma de demain, Aveux spontanés en broncho-pulmonie, Le village oublié, Le pavé dans la mare : document sonore, Roland blows his horn, Émission médicale, La nuit de la pluie, L'hospice Manneken, Le service d'urgence des hôpitaux, La glande illusion (Blanche - Dac) - Avec Edith Fontaine - Réalisation : Pierre Arnaud
- 1949 : Faites chauffer la colle : Pierre Dac et Francis Blanche : Introduction, Thermes-les-Eaux, L'appareil à fermer les rideaux, La bulle du Pape : document sonore, A l'assaut de l'Everest : l'expédition bidon, Au fond du bassin des Tuileries, Métro logement, Les donneurs de vin, Chantage, La pêche à la quenelle, La circulation dans Paris, Le jeu de pomme, Le grand prix du disque de la SNCF, Les pêcheurs de lames dans la manche (Blanche - Dac) - Réalisation : Pierre Arnaud
- 1954 : Destins hors série : Maurice Herzog et l'équipe de l'Annapurna : Avec Jean-Marie Amato dans le rôle de Maurice Herzog. Une production écrite et réalisée par Francis Blanche
- 1954 : Destins hors série : Jean Mermoz : Avec Jean-Marc Thibault dans le rôle de Jean Mermoz. Une production écrite et réalisée par Francis Blanche
- 1955 : Allo ! Ici Francis Blanche : Idylle en forêt (Blanche - Calvi), La fille du gangster (Blanche - Leca), Général à vendre (Blanche - Philippe), La Léopolda (Blanche - Calvi)
- 1955 : Ca tourne pas rond : Ah ! Les belles moustaches (du film Ah ! les belles bacchantes) (Blanche - Calvi), Ca tourne pas rond (Blanche), Sœur Marie-Louise (Blanche - Dudan), Le mot de Billet (Blanche)
- 1956 : Davy Crockett : La Ballade de Davy Crockett (Bruns - Blanche) : carte postale musicale
- 1956 : A la Galerie - Enregistrement public : La complainte des robinets qui fuient (Blanche), Mais qu'est-ce que je vais faire du carton à chapeau ? (Blanche), Général à vendre, Loi sur la répression de l'ivresse publique (Blanche - Emer), Ça tourne pas rond…, Le savon des aveugles (Blanche), Chanson improvisée (Blanche)
- 1957 : Signé Furax : Malheur aux barbus vol.1 : De Pierre Dac et Francis Blanche Avec Pierre Dac et Francis Blanche, Jean-Marie Amato, Maurice Biraud, Louis Blanche, Roger Carel, Claude Dasset, Jeanne Dorival, Édith Fontaine, Catherine Fontenay, Robert Frantz, Paul Le Person, Claude Nicot, Lawrence Riesner, Jean-Paul Thomas, Robert Verbeke, Nono Zammit
- 1957 : Signé Furax : Malheur aux barbus vol.2 : De Pierre Dac et Francis Blanche Avec Pierre Dac et Francis Blanche, Jean-Marie Amato, Maurice Biraud, Louis Blanche, Roger Carel, Claude Dasset, Jeanne Dorival, Édith Fontaine, Catherine Fontenay, Robert Frantz, Paul Le Person, Claude Nicot, Lawrence Riesner, Jean-Paul Thomas, Robert Verbeke, Nono Zammit
- 1959 : Vol. 3 : La pince à linge (Blanche - Dac - Beethoven), Le Cid (Corneille), Note du propriétaire (Blanche - Calvi), Le complexe de la truite (Blanche - Schubert), Le théorème (Blanche - Calvi)
- 1960 : Francis Blanche Chante ! Chansons Noires Et Chansons Blanches : Idylle En Forêt, Nous N’irons Plus Au Bois (Blanche - Calvi), Ca Tourne Pas Rond, Le Songe (Prudhomme), Le Duc De Bordeaux (Blanche - Leca), Le Théorème, Mais Qu'est-Ce Que Je Vais Faire Du Carton A Chapeaux ? , Ah! Les Belles Moustaches, Le Mot De Billet, Note Du Propriétaire, Soeur Marie-Louise, Le Cid, Le Chêne Et La Tortue (Blanche - Calvi), La Complainte Des Robinets Qui Fuient
- 1961 : SONORAMA No 26 de janvier 1961 : Francis Blanche rédige le journal de l’année (livre-disque)
- 1961 : Les Fabuleux Méfaits De Furax - Menace sur Tancarville, de Pierre Dac et Francis Blanche, avec Pierre Dac et Francis Blanche, Jean-Marie Amato, Maurice Biraud, Louis Blanche, Roger Carel, Claude Dasset, Jeanne Dorival, Édith Fontaine, Catherine Fontenay, Robert Frantz, Paul Le Person, Claude Nicot, Lawrence Riesner, Jean-Paul Thomas, Robert Verbeke, Nono Zammit
- 1961 : Les Fabuleux Méfaits De Furax - La navrante comédie des proverbes, de Pierre Dac et Francis Blanche, avec Pierre Dac et Francis Blanche, Jean-Marie Amato, Maurice Biraud, Louis Blanche, Roger Carel, Claude Dasset, Jeanne Dorival, Édith Fontaine, Catherine Fontenay, Robert Frantz, Paul Le Person, Claude Nicot, Lawrence Riesner, Jean-Paul Thomas, Robert Verbeke, Nono Zammit
- 1961 : Les Fabuleux Méfaits De Furax - Trafic de larmes, de Pierre Dac et Francis Blanche, avec Pierre Dac et Francis Blanche, Jean-Marie Amato, Maurice Biraud, Louis Blanche, Roger Carel, Claude Dasset, Jeanne Dorival, Édith Fontaine, Catherine Fontenay, Robert Frantz, Paul Le Person, Claude Nicot, Lawrence Riesner, Jean-Paul Thomas, Robert Verbeke, Nono Zammit
- 1961 : Les Fabuleux Méfaits De Furax - L'enlèvement du Père Noël, de Pierre Dac et Francis Blanche, avec Pierre Dac et Francis Blanche, Jean-Marie Amato, Maurice Biraud, Louis Blanche, Roger Carel, Claude Dasset, Jeanne Dorival, Édith Fontaine, Catherine Fontenay, Robert Frantz, Paul Le Person, Claude Nicot, Lawrence Riesner, Jean-Paul Thomas, Robert Verbeke, Nono Zammit
- 1961 : Les Fabuleux Méfaits De Furax - Alerte aux homards, de Pierre Dac et Francis Blanche, avec Pierre Dac et Francis Blanche, Jean-Marie Amato, Maurice Biraud, Louis Blanche, Roger Carel, Claude Dasset, Jeanne Dorival, Édith Fontaine, Catherine Fontenay, Robert Frantz, Paul Le Person, Claude Nicot, Lawrence Riesner, Jean-Paul Thomas, Robert Verbeke, Nono Zammit
- 1962 : Tartarin de Tarascon, (Bande Originale Du Film) : Les Chasseurs de casquette / Cherche la (chanté par Sandra) / Le Dernier train de Tarascon (chanté par Joe Sentieri) (Francis Blanche - Jean Leccia)
- 1963 : Dragées au poivre, (Bande Originale Du Film) : Francis Blanche : Gloub Gloub (Rezvani)
- 1964 : Francis Blanche Et Pierre Dac : Le Sâr Rabindranath Duval (Blanche - Dac)
- 1965 : Jean Poiret / Michel Serrault / Francis Blanche / Darry Cowl / Jean Richard : À La Tête du client (Perides - Falconier - Garvarentz)
- 1965 : Non ! Pas D'Orchidée Pour Ma Concierge : Pas D'Orchidée Pour Ma Concierge (Blanche - Leca), Docteur Faust (Blanche), La Femme Canon A Des Chagrins D'Amour (Bischoff - Blanche - Leca),	Amour Et Pasteurisation (Bischoff - Blanche)
- 1965 : Francis Blanche : La Femme Canon A Des Chagrins D’amour, Pas D’orchidée Pour Ma Concierge, Voyage Vers Venus (Cowl - Blanche), Le Petit Doigt De La Marquise (Bischoff - Blanche - Leca), La Vieille Anglaise (Blanche - Bernard), Le Berger (Blanche - Calvi), La Leçon De Tir (Bischoff - Blanche), Docteur Faust, Amour Et Pasteurisation, J’aurais Pas Dû (Blanche - Leca), Le Mignon D’Henri III (Bischoff - Blanche), L’âge De Raison (Blanche - Leca), Lettre À Nicolas (Blanche - Calvi), On Les Aura (Bischoff - Blanche)
- 1965 : Docteur Francis Et Monsieur Blanche : Le Complexe De La Truite, Pas D'Orchidée Pour Ma Concierge, La Pince A Linge, La Fille Du Gangster, Général A Vendre, La Leopolda, Amour Et Pasteurisation, La Femme Canon A Des Chagrins D'Amour, Il Y Avait Un Cavalier (Blanche), Loi Sur La Répression De L'Ivresse Publique, Le Savon Des Aveugles, Chanson Improvisée
- 1966 : Les Canulars Téléphoniques 66 De Francis Blanche : La Salade Pékinoise À La Parisienne, Déconfiture D'Un Impressario À La Hongroise, Secret Atomique Gratiné À La Russe, Fondue Snobinarde Au Vieux Bourgogne (Blanche)
- 1966 : Bonjour Chez Vous - Les Canulards [sic] Téléphoniques De Francis Blanche : L'ouvre Boîte, Box À Louer, La Voyante, L'armurier, La Visite De Notre-Dame, Le Sourd, Le Cabriolet (Blanche)
- 1966 : Bonjour Chez Vous No 2 - Les Nouveaux Canulards [sic] Téléphoniques De Francis Blanche : Les Abonnés Absents Et Le Téléphone Récalcitrant, Monsieur Sautereau Et L'institution de Jeunes Filles, Les Jumeaux Et la Poussette, La Dame Anglaise Le Monsieur Russe Et Le Commissaire, Monsieur Macheprot Et Les Chaussons de Danse, Poissonnerie Et Dératisation, Le Monsieur Sans Ruban Et la Dame Aux Médailles, La Dame Sourde Et Le Salon Chinois, La Toilette de L'autruche Ou L'humour à L'autre Bout Du Fil (Blanche)
- 1966 : Bonjour L'Air Liquide, microsillon publicitaire
- 1966 : Allo Caltex !, microsillon publicitaire
- 1969 : Le Carnaval des animaux, Fantaisie Zoologique : Андрей Костеланец Et Son Orchestre - Textes de liaison de Francis Blanche, dit par Claude Dauphin : Introduction Et Marche Royale Du Lion, Poules Et Coqs, Hémiones, Tortues, L'éléphant, Kangourous, Aquarium, Personnages À Longues Oreilles, Le Coucou Au Fond Des Bois, Volière, Pianistes, Fossiles, Le Cygne, Final (Camille Saint-Saëns)
- 1971 : Pierre Dac Et Francis Blanche – Le Sar Rabindranath Duval : Pierre Dac et Francis Blanche :Le Sar Rabindranath Duval, Francis Blanche : Loi Sur La Répression De L'Ivresse Publique, La Complainte Des Robinets Qui Fuient, Le Savon Des Aveugles, Chanson Improvisée
- 1972 : Franciscorama - Chansons et Poèmes de Francis Blanche : Voilà Le Singe, Arlequin Poignardé, Virginie, Les Frites Avec Les Doigts, Mortes Maisons, Un Oursin Dans Mon Poing Fermé, Le Petit Gros (Blanche - Leca), Paris Tropiques, Je N'Ai Pas Vu Naples, Square Saint-Sulpice, Never More, L'Image De L'Arbre, C'Est Pas Bête (Blanche sauf titre mentionné ci-dessus)
- 1974 : La dernière chanson de Francis Blanche : Faut voir du monde (du film Une baleine qui avait mal aux dents) (Blanche - Revel), Tango des tourtous, (instrumental) (Revel)
- 1979 : Le Double Disque D'or De Francis Blanche : Chansons : Le Complexe De La Truite, Idylle En Forêt, Ca Tourne Pas Rond, Le Mot De Billet, Le Berger, La Pince À Linge, Ah! Les Belles Moustaches - Poèmes Inédits : Il était un petit homme, Place Des Vosges, La Machine De Marly, Misère Que Tout Cela, Mortel Été, Vos noms et prénoms (Blanche) - Francis Blanche Et Pierre Dac : Le Sâr Rabindranath Duval - Canulars Téléphoniques : Le Loulou De Poméranie, L'Observatoire, La Voyante, Le Sourd, L'Antiquaire, Pour Savoir, L'Electricité, Les Poussins (Blanche)
- 1988 : Pierre Dac Et Francis Blanche – Le Sar Rabindranath Duval : Pierre Dac Et Francis Blanche : Le Sar Rabindranath Duval – Francis Blanche : Loi Sur La Répression De L'Ivresse Publique, La Complainte Des Robinets Qui Fuient, Le Savon Des Aveugles, Chanson Improvisée, Général A Vendre - Canulars Téléphoniques : Le Loulou De Poméranie, L'Observatoire, La Voyante, Le Sourd, L'Antiquaire, Pour Savoir, L'Electricité, Les Poussins
- 1989 : 39°5 : Pierre Dac Et Francis Blanche : Sans issue (Blanche et Dac) - Enregistrement public au Théâtre des Trois Baudets
- 1990 : Jacques Canetti Présente Francis Blanche : Appelez-moi Fumée, Un Oursin Dans Mon Poing Fermé, L'Image De L'Arbre, Le Poème, Quand On Fait Un Faux Pas, Y'a Pas D'bon Dieu, Le Pont Alexandre, Dans Mon Jardin, Arlequin Poignardé, Le P'tit Gros, Mortes Maisons, La Mauvaise Forêt, Mélodie Odorante, Où Est Passé Guignol ?, Ca Tourne Pas Rond (Chanson), J'ai Rêvé Ma Vie, Le Père Noël, Square St Sulpice, Toi Qui Vas Revoir Ma Campagne, La Machine De Marly, Un Petit Homme Sorti D'une Noix, Il N'y Aura Plus Jamais De Neige, Distraite La Guitare, Le Poète, Job, Voilà, Le Berger, Il Etait Un Petit Homme, La Fin Du Jour, Never More (Chanson) (Poèmes de Francis Blanche sauf mentions ci-dessus)
- 1994 : L'Inoubliable - 18 Grands Succès : Le Chêne Et La Tortue, Ah ! Les Belles Moustaches, Il Etait Un Petit Homme, Ca Tourne Pas Rond, J'aurais Pas Du, La Leopolda, Nous N'Irons Plus Au Bois, Note Du Propriétaire, Le Sar Rabindranath Duval (Sketch avec Pierre Dac), La Femme Canon A Des Chagrins D'Amour, Idylle En Forêt, Le Complexe De La Truite, La Fille Du Gangster, La Pince A Linge, La Complainte Des Robinets Qui Fuient, L'Age De Raison, Chanson Improvisée, Le Cid
- 1995 : Jacques Canetti – 50 Ans De Chansons : Francis Blanche Et Pierre Dac : La Voyante Madame Armica (Blanche et Dac) (1957)
- 1997 : Leur premier succès : Francis Blanche Et Pierre Dac : Analyse oniro-psychanalitique (Blanche et Dac) - Enregistrement public au Théâtre des Trois Baudets
- 1997 : Fric en vrac : Francis Blanche, Lino Ventura : extrait de la bande-son du film Les tontons flingueurs (1963). Dialogues : Michel Audiard
- 2002 : Signé Furax : Le Boudin sacré, de Pierre Dac et Francis Blanche, avec Pierre Dac et Francis Blanche, Jean-Marie Amato, Maurice Biraud, Louis Blanche, Roger Carel, Claude Dasset, Jeanne Dorival, Édith Fontaine, Catherine Fontenay, Robert Frantz, Paul Le Person, Claude Nicot, Lawrence Riesner, Jean-Paul Thomas, Robert Verbeke, Nono Zammit
- 2004 : Signé Furax : La Lumière qui éteint, de Pierre Dac et Francis Blanche, avec Pierre Dac et Francis Blanche, Jean-Marie Amato, Maurice Biraud, Louis Blanche, Roger Carel, Claude Dasset, Jeanne Dorival, Édith Fontaine, Catherine Fontenay, Robert Frantz, Paul Le Person, Claude Nicot, Lawrence Riesner, Jean-Paul Thomas, Robert Verbeke, Nono Zammit
- 2005 : Les Rois Du Rire : Pierre Cour (Alias Le Régisseur Albert), avec Francis Blanche : L'Hirondelle du faubourg (Bénech et Dumont) (1947)
- 2008 : Jacques Canetti – Mes 50 Ans De Chansons : Pierre Dac et Francis Blanche : La Tyrolienne Haineuse (Blanche et Dac) (1956)
- 2008 : Signé Furax : Le Gruyère qui tue, de Pierre Dac et Francis Blanche, avec Pierre Dac et Francis Blanche, Jean-Marie Amato, Maurice Biraud, Louis Blanche, Roger Carel, Claude Dasset, Jeanne Dorival, Édith Fontaine, Catherine Fontenay, Robert Frantz, Paul Le Person, Claude Nicot, Lawrence Riesner, Jean-Paul Thomas, Robert Verbeke, Nono Zammit
- 2012 : Signé Furax : Le Fils de Furax, de Pierre Dac et Francis Blanche, avec Pierre Dac et Francis Blanche, Jean-Marie Amato, Maurice Biraud, Louis Blanche, Roger Carel, Claude Dasset, Jeanne Dorival, Édith Fontaine, Catherine Fontenay, Robert Frantz, Paul Le Person, Claude Nicot, Lawrence Riesner, Jean-Paul Thomas, Robert Verbeke, Nono Zammit

## Publications
- avec Pierre Dac : Signé Furax (Le Boudin Sacré). Éditions Publications Premières, 1971
- Francis Blanche, Pensées, répliques et anecdotes, Jean-Marie Blanche, Le Cherche midi, 1996
- Jeanne d'Arc, Cléry, La Hire (Jean-Jacques Sergent), 1996
- Mon oursin et moi, recueil de poésies, Le Castor Astral, 2006
- Signé Francis Blanche, Le Castor Astral, 2007

## CD
- avec Pierre Dac : Le Parti d'en rire, Édition CD de l'émission - Éditions Le Livre Qui Parle, 1991

## Hommages
Il y a des rues Francis-Blanche dans plusieurs villes françaises, dont Orléans, Limoges, Saint-André-lez-Lille, Montpon-Ménestérol.

### Documentaires
- Jacques Pessis, Les Cent Vies de Francis Blanche, Ciné+, 2022.